# Cédric Fabre
Pour les articles homonymes, voir Fabre.
 (avril 2013).
Cédric Fabre est un journaliste et écrivain français, né le 18 mars 1968 à Saint-Louis au Sénégal.

## Biographie

### Jeunesse
De parents voyageurs, avec une enfance partagée entre la Côte d’Ivoire, le Gabon et le Brésil, Cédric Fabre n’a découvert la France qu’à l’âge de quatorze ans. 

### Études
Il possède une licence d’Histoire à la Sorbonne, et est diplômé en 1992 de l’École de Journalisme de Marseille.

### Carrière professionnelle
Après des grands reportages pour pister les écrivains (Montana, New York, Portugal, Québec…), pour raconter les dérives des confréries musulmanes (Sénégal), décrire les coulisses d’une guerre (Croatie), il a été journaliste indépendant spécialisé dans la littérature, autant dans le polar que dans les « transfictions », la SF et la littérature de voyage, et dans l’univers du rock. Il tâche d’ailleurs de tisser des liens entre ces deux domaines, rock et littérature, par le biais de débats-rencontres et de chroniques, dossiers et articles journalistiques. Après avoir collaboré au Magazine littéraire, à Télérama, à L'Humanité, il a été responsable de la rubrique culture d’un city magazine marseillais Mars-Magazine et rock-critic à Magic.
Il a été chef des informations du magazine Rolling Stone entre 2008 et 2009.
À ce jour[Quand ?], il collabore à la rubrique « Livres » du quotidien L’Humanité, aux magazines Alibi , Causette et Tsugi, ainsi qu’au site web K-Libre.

## Œuvres

### Romans
- La Commune des minots, coll. « Série noire » no  2577, Gallimard, 2000  (ISBN 978-2-070-49937-3) - Prix de l’Estrapade à Toulouse
- La Pente si sage de la vie, coll. « Pierre de Gondol » no  5, Baleine, 2001  (ISBN 978-2-842-19344-7)
- Dernier rock avant la guerre, éd. Rail Noir, 2008  (ISBN 978-2-915-03494-3)
- Marseille's Burning, La Manufacture de Livres, 2013  (ISBN 978-2-358-87057-3)
- Un bref moment d'héroïsme, coll. Sang neuf, Plon, 2017, 306 p.   (ISBN 978-2-2592-5132-7)

### Essais
- Écrivains-voyageurs, ADPF Publications, Paris, 2003  (ISBN 978-2-914-93509-8)
- Marseille Noir avec François Beaune, Philippe Carrese, Patrick Coulomb, René Frégni, Christian Garcin, Salim Hatubou, Rebecca Ligheri, Emmanuel Loi, Marie Neuser, Pia Petersen, Serge Scotto, Minna Sif et François Thomazeau, éd. Asphalte, 2014  (ISBN 978-2-918-76742-8)

### Recueils de nouvelles
- Saudade - Petites chroniques brésiliennes, avec J.-P. Delfino et Gilles Del Pappas, Ed. CLC, 2005,  (ISBN 978-2-846-59031-0)

### Théâtre radiophonique
- La Mort du poète, diffusée en 2002 sur le réseau France-Bleue